# Randy Ayers
Randy Ayers, né le 16 avril 1956, à Springfield, en Ohio, est un joueur et entraîneur américain de basket-ball. En tant que joueur, il évolue au poste d'arrière. Il est le père des basketteurs Ryan Ayers et Cameron Ayers (en).

## Biographie
En juin 2019, Ayers est engagé comme entraîneur adjoint des Suns de Phoenix.

## Palmarès
Joueur
- All-WBA Second Team 1979

Entraîneur
- Entraîneur universitaire de l'année Naismith 1991
- Trophée Henry Iba 1991